# Armando Fallanca
Armando Fallanca (Villa San Giovanni, 30 ottobre 1922 – Messina, 1º agosto 1991) è stato un calciatore italiano, di ruolo difensore.

## Carriera
Disputa sei campionati di Serie B con la maglia del Siracusa, dalla stagione 1947-1948 fino al 1953, anno della retrocessione in Serie C; in totale disputa tra i cadetti 187 gare segnando un gol.
Sempre con il Siracusa, gioca per un altro anno in Serie C.

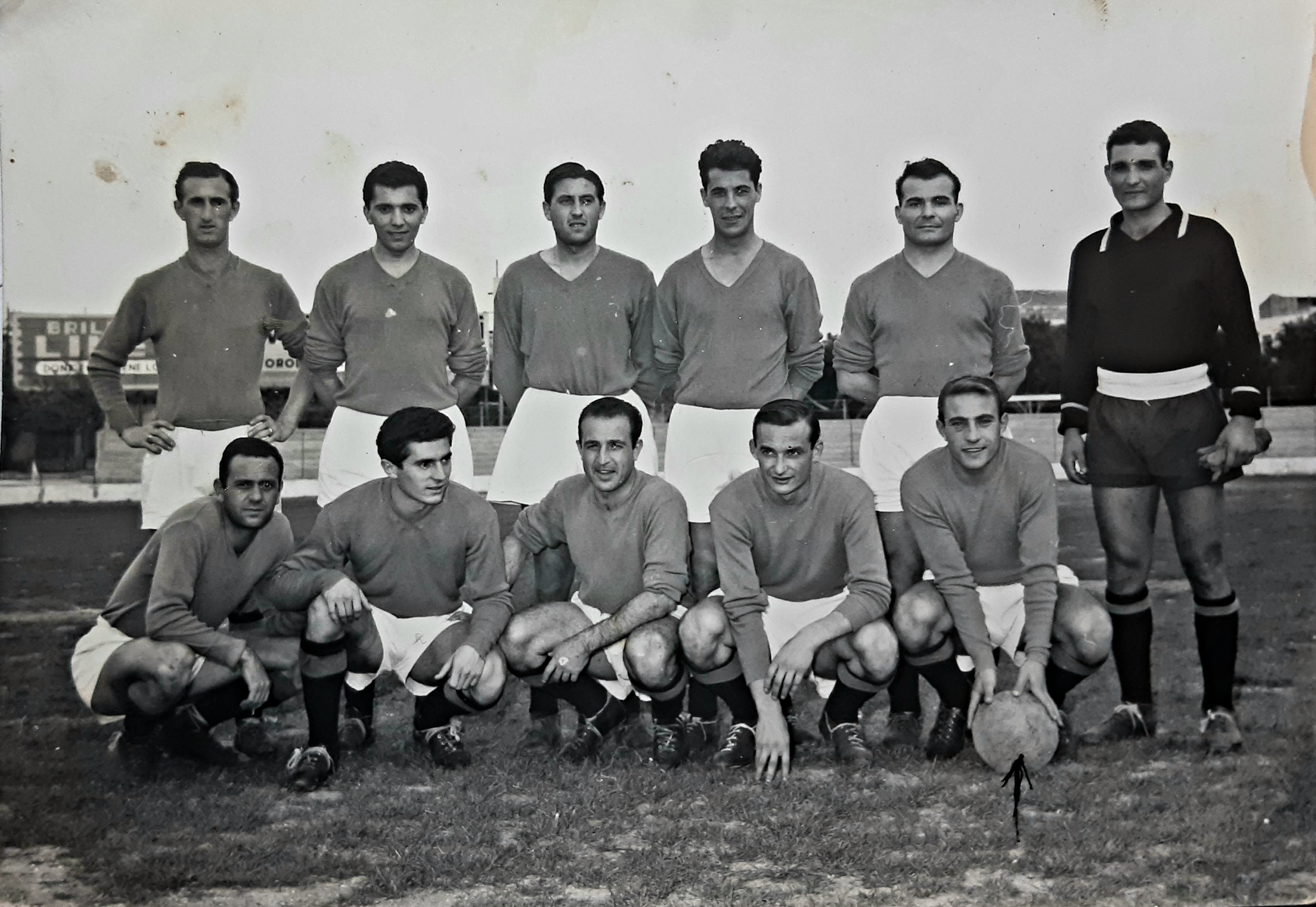
Siracusa stagione 1947 / 48